# 似奧克龍
似奧克龍（學名："Orcomimus"）是似鳥龍科恐龍的一屬，生存於上白堊紀的美國南達科他州，約8400萬至6500萬年前。模式種是由Michael Triebold在1997年提出，但卻從未被正式研究、描述，所以目前的狀態是無資格名稱。
似奧克龍是雙足的肉食性恐龍，但其化石只有骨盆及一個後肢。似奧克龍被認為是比同時代的其他似鳥龍科更為進階，但化石過少，不足以提供足夠研究。

## 外部連結
- "Orcomimus" at Dinoruss.com（页面存档备份，存于）
- Dinosaur Mailing List announcement of the genus（页面存档备份，存于）